# Bart Aernouts (Triathlet)
Bart Aernouts (* 5. Juni 1984 in Merksem, Antwerpen) ist ein belgischer Duathlet und Triathlet. Er ist Duathlon-Weltmeister (2010), Duathlon-Europameister (2013), Ironman 70.3-Europameister (2014), vierfacher Ironman-Sieger (2014–2024) und Challenge-Roth-Sieger (2017).

## Werdegang
Bart Aernouts wurde 2008 Vize-Weltmeister auf der Duathlon-Langdistanz.

### Duathlon-Weltmeister 2010
Im Duathlon wurde er 2008 Vize-Weltmeister über die Langdistanz und 2010 in Edinburgh Duathlon-Weltmeister. Im April 2013 wurde er in den Niederlanden Duathlon-Europameister.
Seit 2010 startet er auch im Triathlon und seine ersten internationalen Erfolge im Triathlon feierte er beim Antwerp Ironman 70.3, welchen er in den Jahren 2010, 2011 und 2012 gewinnen konnte. Im Oktober 2012 startete er erstmals beim Ironman Hawaii (Ironman World Championships) und belegte den elften Rang.

### Sieger Ironman 70.3 European Championships 2014
Im Juni 2014 konnte er auch auf der Langdistanz in Nizza den Ironman France gewinnen und im August wurde er in Wiesbaden Europameister auf der Ironman 70.3-Distanz. Im September wurde er in Kanada Achter bei der Ironman-70.3-Weltmeisterschaft und beim Ironman Hawaii belegte er im Oktober 2014 den neunten Rang.
Im August 2015 wurde er im österreichischen Bundesland Salzburg auf der Mitteldistanz Vierter bei der Ironman-70.3-Weltmeisterschaft im Rahmen des Ironman 70.3 Zell am See-Kaprun. Im Mai 2017 holte sich Bart Aernouts seinen zweiten Ironman-Sieg beim Ironman Lanzarote. Im Juli 2018 gewann der damals 34-Jährige mit dem Ironman Hamburg sein drittes Ironman-Rennen.

### 2. Rang Ironman Hawaii 2018
Beim Ironman Hawaii wurde er im Oktober Ironman-Vize-Weltmeister. Er verbesserte seine Bestzeit auf der Ironman-Distanz auf 7:56:41 h, erreichte damit hinter dem Sieger, dem Deutschen Patrick Lange als zweiter Athlet eine Zeit unter der Acht-Stunden-Marke auf Hawaii und er trug sich mit seinem Radsplitt (4:12:26 h) an vierter Stelle in der Bestenliste der Teildisziplinen ein. Bis 2018 startete Bart Aernouts für das BMC Vifit Pro Triathlon Team.
Im Juni 2021 wurde der 37-Jährige im Rahmen der Challenge Walchsee-Kaiserwinkl Dritter bei der ETU-Europameisterschaft auf der Triathlon-Halbdistanz.
2024 wurde er im August in Estland Siebter bei den Ironman 70.3 European Championships.

## Sportliche Erfolge
| Datum/Jahr    | Rang | Wettbewerb                                           | Austragungsort  | Zeit        | Bemerkung |
| ------------- | ---- | ---------------------------------------------------- | --------------- | ----------- | --- |
| 1. Sep. 2024  | 10   | Ironman 70.3 Zell am See-Kaprun                      | Zell am See     | 03:58:39    | |
| 25. Aug. 2024 | 7    | Ironman 70.3 Tallinn                                 | Tallinn         | 03:43:46    | Ironman 70.3 European Championships                                                                                     |
| 23. Sep. 2023 | 4    | Challenge Sanremo                                    | Sanremo         | 04:19:03.84 | hinter Maximilian Sperl                                                                                                 |
| 21. Mai 2023  | 2    | Ironman 70.3 Pays d’Aix France                       | Aix-en-Provence | 03:51:28    | |
| 4. Dez. 2022  | 3    | Ironman 70.3 Indian Wells-La Quinta                  | Indian Wells    | 03:45:08    | |
| 21. Juni 2021 | 3    | ETU Middle Distance Triathlon European Championships | Walchsee        | 03:42:05    | ETU-Europameisterschaft auf der Halbdistanz bei der Challenge Walchsee-Kaiserwinkl                                      |
| 7. Feb. 2020  | 1    | Ironman 70.3 Dubai                                   | Dubai           | 03:33:45    | [ 2 ] |
| 26. Jan. 2020 | 4    | Ironman 70.3 South Africa                            | East London     | 04:09:10    | |
| 8. Sep. 2019  | 6    | Ironman 70.3 World Championships                     | Nizza           | 04:01:14    | [ 3 ] |
| 19. Mai 2019  | 1    | Ironman 70.3 Barcelona                               | Barcelona       | 04:05:07    | |
| 17. Nov. 2018 | 2    | Laguna Phuket Triathlon                              | Phuket          |             | |
| 17. Juni 2018 | 3    | Ironman 70.3 European Championships                  | Helsingør       | 03:44:38    | Ironman 70.3 European Championships beim Ironman 70.3 Elsinore                                                          |
| 20. Mai 2018  | 3    | Ironman 70.3 Barcelona                               | Barcelona       | 04:06:40    | |
| 7. Mai 2016   | 2    | Ironman 70.3 Mallorca                                | Alcúdia         | 04:06:51    | |
| 29. Jan. 2016 | 3    | Ironman 70.3 Dubai                                   | Dubai           | 03:43:58    | erstes Rennen der „Challenge Triple-Crown-Serie“                                                                        |
| 5. Dez. 2015  | 1    | Ironman 70.3 Bahrain                                 | Manama          | 03:11:15    | drittes Rennen der „Challenge Triple-Crown-Serie“ – das Rennen musste witterungsbedingt als Duathlon ausgetragen werden |
| 30. Aug. 2015 | 4    | Ironman 70.3 World Championships                     | Zell am See     | 03:56:28    | Ironman 70.3-Weltmeisterschaft, beim Ironman 70.3 Zell am See-Kaprun                                                    |
| 24. Mai 2015  | 3    | ETU Middle Distance Triathlon European Championships | Rimini          | 04:08:09    | Europameisterschaft auf der Mitteldistanz im Rahmen der Challenge Rimini                                                |
| 27. Feb. 2015 | 4    | Challenge Dubai                                      | Dubai           | 03:47:13    | beim ersten Rennen der „Challenge Triple-Crown-Serie“                                                                   |
| 25. Jan. 2015 | 3    | Ironman 70.3 South Africa                            | East London     | 04:11:37    | |
| 7. Sep. 2014  | 7    | Ironman 70.3 World Championships                     | Mont-Tremblant  | 03:48:05    | Ironman-70.3-Weltmeisterschaft                                                                                          |
| 10. Aug. 2014 | 1    | Ironman 70.3 Germany                                 | Wiesbaden       | 04:05:27    | Sieger bei der Europameisterschaft über die halbe Ironman-Distanz                                                       |
| 10. Mai 2014  | 2    | Ironman 70.3 Mallorca                                | Alcúdia         | 03:53:33    | |
| 15. März 2014 | 4    | Abu Dhabi International Triathlon                    | Abu Dhabi       | 03:17:11    | auf der Kurzdistanz |
| 26. Mai 2013  | 1    | Ironman 70.3 Austria                                 | St. Pölten      | 03:22:35    | Das Rennen musste witterungsbedingt ohne die Schwimmdistanz ausgetragen werden.                                         |
| 11. Mai 2013  | 2    | Ironman 70.3 Mallorca                                | Alcúdia         | 03:52:54    | |
| 20. Jan. 2013 | 1    | Ironman 70.3 South Africa                            | East London     |             | |
| 22. Juli 2012 | 1    | Antwerp Ironman 70.3                                 | Antwerpen       | 03:44:51    | dritter Sieg in Antwerpen in Folge                                                                                      |
| 3. Juni 2012  | 2    | Ironman 70.3 Switzerland                             | Rapperswil-Jona | 03:51:04    | |
| 2. Okt. 2011  | 1    | Ironman 70.3 Pocono Mountains                        |                 | 03:27:04    | |
| 18. Sep. 2011 | 1    | Ironman 70.3 Syracuse                                | Syracuse        | 03:57:30    | |
| 24. Juli 2011 | 1    | Antwerp Ironman 70.3                                 | Antwerpen       | 03:45:37    | erneuter Sieg nach 2010                                                                                                 |
| 8. Juli 2011  | 9    | 5150 Zürich                                          | Zürich          | 01:51:20    | |
| 13. Nov. 2010 | 19   | Ironman 70.3 World Championships                     | Clearwater      | 03:52:05    | |
| 25. Juli 2010 | 1    | Antwerp Ironman 70.3                                 | Antwerpen       | 03:43:37    | |

| Datum/Jahr    | Rang | Wettbewerb                | Austragungsort    | Zeit     | Bemerkung                                                                            |
| ------------- | ---- | ------------------------- | ----------------- | -------- | ------------------------------------------------------------------------------------ |
| 30. Juli 2025 | 19   | Triathlon EDF Alpe d’Huez | Alpe d’Huez       | 05:58:37 | auf der Langdistanz                                                                  |
| 6. Juli 2025  | 19   | Challenge Roth            | Roth              | 08:04:57 |                                                                                      |
| 24. Nov. 2024 | 1    | Ironman Mexico            | Cozumel           | 07:39:24 |                                                                                      |
| 21. Juli 2024 | 9    | Ironman USA               | Lake Placid       | 08:20:55 |                                                                                      |
| 21. Apr. 2024 | 5    | Ironman South Africa      | Port Elizabeth    | 08:10:33 |                                                                                      |
| 20. Nov. 2022 | 5    | Ironman Arizona           | Tempe             | 08:03:25 | [ 7 ]                                                                                |
| 21. Mai 2022  | 10   | Ironman Lanzarote         | Puerto del Carmen | 09:09:14 |                                                                                      |
| 23. Mai 2021  | 5    | Ironman Tulsa             | Tulsa             | 07:55:13 | bei der Erstaustragung in persönlicher Bestzeit                                      |
| 7. Juli 2019  | 4    | Challenge Roth            | Roth              | 08:04:48 |                                                                                      |
| 13. Okt. 2018 | 2    | Ironman Hawaii            | Hawaii            | 07:56:41 |                                                                                      |
| 29. Juli 2018 | 1    | Ironman Hamburg           | Hamburg           | 07:05:26 | Austragung ohne die Schwimmdistanz als Duathlon; 2:39:51 h für den Marathon          |
| 14. Okt. 2017 | 12   | Ironman Hawaii            | Hawaii            | 08:26:28 |                                                                                      |
| 9. Juli 2017  | 1    | Challenge Roth            | Roth              | 07:59:07 |                                                                                      |
| 20. Mai 2017  | 1    | Ironman Lanzarote         | Puerto del Carmen | 08:34:13 |                                                                                      |
| 8. Okt. 2016  | 8    | Ironman Hawaii            | Hawaii            | 08:20:30 | Ironman World Championships                                                          |
| 26. Juni 2016 | 5    | Ironman Austria           | Klagenfurt        | 08:16:32 |                                                                                      |
| 29. März 2015 | 3    | Ironman South Africa      | Port Elizabeth    | 08:35:59 |                                                                                      |
| 11. Okt. 2014 | 9    | Ironman Hawaii            | Hawaii            | 08:28:28 |                                                                                      |
| 29. Juni 2014 | 1    | Ironman France            | Nizza             | 08:33:22 |                                                                                      |
| 12. Okt. 2013 | 8    | Ironman Hawaii            | Hawaii            | 08:25:38 | bei Weltmeisterschaft mit der schnellsten Marathonzeit des Tages in 02:44:03 Stunden |
| 23. Juni 2013 | 2    | Ironman France            | Nizza             |          |                                                                                      |
| 13. Okt. 2012 | 11   | Ironman Hawaii            | Hawaii            | 08:37:31 |                                                                                      |

| Datum/Jahr    | Rang | Wettbewerb                                        | Austragungsort    | Zeit     | Bemerkung                                       |
| ------------- | ---- | ------------------------------------------------- | ----------------- | -------- | ----------------------------------------------- |
| 21. Apr. 2013 | 1    | ETU Long Distance Duathlon European Championships | Horst aan de Maas | 02:40:34 | Duathlon-Europameister Langdistanz              |
| 5. Sep. 2010  | 1    | ITU Duathlon World Championships                  | Edinburgh         | 01:50:22 | Duathlon-Weltmeister                            |
| 2010          | 9    | ETU Duathlon European Championships               | Nancy             | 01:38:43 |                                                 |
| 27. Sep. 2008 | 3    | ITU Duathlon World Championships                  | Rimini            | 01:48:07 |                                                 |
| 24. Apr. 2008 | 3    | Powerman Austria                                  | Weyer             |          |                                                 |
| 20. Apr. 2008 | 3    | Powerman Holland                                  | Horst aan de Maas |          | 15 km Laufen, 60 km Radfahren und 7,5 km Laufen |
| 2008          | 2    | ITU Long Distance Duathlon World Championships    | Geel              | 03:19:10 | Vize-Weltmeister auf der Langstrecke            |